# 수마트라땃쥐쥐
수마트라땃쥐쥐(Mus crociduroides)는 쥐과 생쥐속에 속하는 설치류의 일종이다. 인도네시아의 토착종이다. 수마트라섬 서부 산악 지대에서만 알려져 있으며, 우림에서 서식한다. 꺼린찌 스블랏 국립공원에서 발견된다.